# Fronte di Liberazione Nazionale Canaco e Socialista
Il Fronte di Liberazione Nazionale Canaco e Socialista (in francese Front de libération nationale kanak et socialiste, FLNKS) è un partito politico francese della Nuova Caledonia.
Il partito è dell'ideologia per l'indipendentismo dell'arcipelago melanesiano.
La rivendicazione dell'indipendenza da parte del Front de Liberation Nationale Kanak Socialiste inizia nel 1985. Il Fronte, guidato da Jean Marie Tjibaou, assassinato nel 1989, chiedeva la creazione di uno Stato, chiamato Kanaky. L'agitazione, marcata dalla presa di ostaggi e il massacro in seguito alla loro liberazione dalla grotta di Ouvéa, portò a una crescita dell'autonomia con gli Accordi di Matignon del 1988 e l'Accordo di Numea del 1998.